# Requeté
Il Requeté (i cui membri erano chiamati requetés o boinas rojas, berretti rossi), anche Tercios de Requetés, era il nome della milizia paramilitare del movimento carlista spagnolo Comunión Tradicionalista, monarchico di stampo cattolico-tradizionalista, attiva tra l'800 e la prima metà del '900.

## Storia

### Origini
I primi quattro battaglioni carlisti si formarono nell'autunno del 1833 all'inizio della prima guerra carlista e furono denominati "Salada", "Morena", "Requeté" e "Hierbabuena".. Milizie carliste presero parte anche alla guerra civile spagnola del 1872 - 1876.
Sotto la guida di Joaquín Llorens, dal 1913 divenne l'organizzazione paramilitare del Carlismo. I suoi feudi tradizionali erano la Navarra e i Paesi baschi, ma anche la Catalogna, l'Andalusia e l'Aragona.

### Nella seconda repubblica

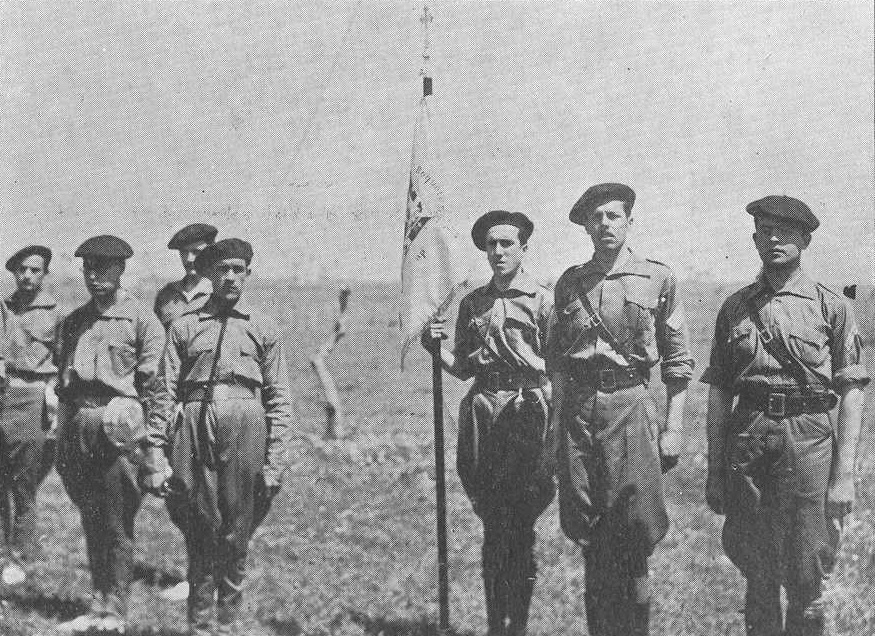
Requetés nel 1934

Nel 1932 il colonnello José Enrique Varela assunse la guida dei requetés, che strutturò militarmente: dall'unità di base, la pattuglia, che consisteva in cinque "baschi rossi" e un capo, al requeté che formava una compagnia di 246 uomini, fino al "tercio" che consisteva in tre compagnie. Nell'aprile 1934 sfilarono a Siviglia, inquadrati militarmente e in divisa, davanti ai dirigenti carlisti.
Le milizie carliste avevano ricevuto così una prima formazione militare durante gli anni della seconda repubblica, quando Ricardo Rada fu incaricato dell'organizzazione nel 1935, e nel giugno 1936 i requetes erano 14.000.

### Nella guerra civile
Erano carlisti alcuni dei generali che meditavano la sollevazione militare e dal luglio 1936 il carlismo sostenne all'unanimità il fronte nazionalista nella Guerra civile spagnola. I requetés raccolsero numerosi volontari tra le loro file raggiunsero i 30.000 uomini, e si costituirono 42 tercios, comandati da José Luis Zamanillo.
Presto però si svilupparono serie difficoltà e divergenze fra i carlisti, in particolar modo tra il leader politico di Comunión Tradicionalista Manuel Fal Conde e la giunta di difesa nazionale: l'8 dicembre 1936 Conde dovette rifugiarsi temporaneamente in Portogallo, dopo un grave disaccordo con il nuovo comandante in capo delle truppe nazionaliste, il generale Francisco Franco.

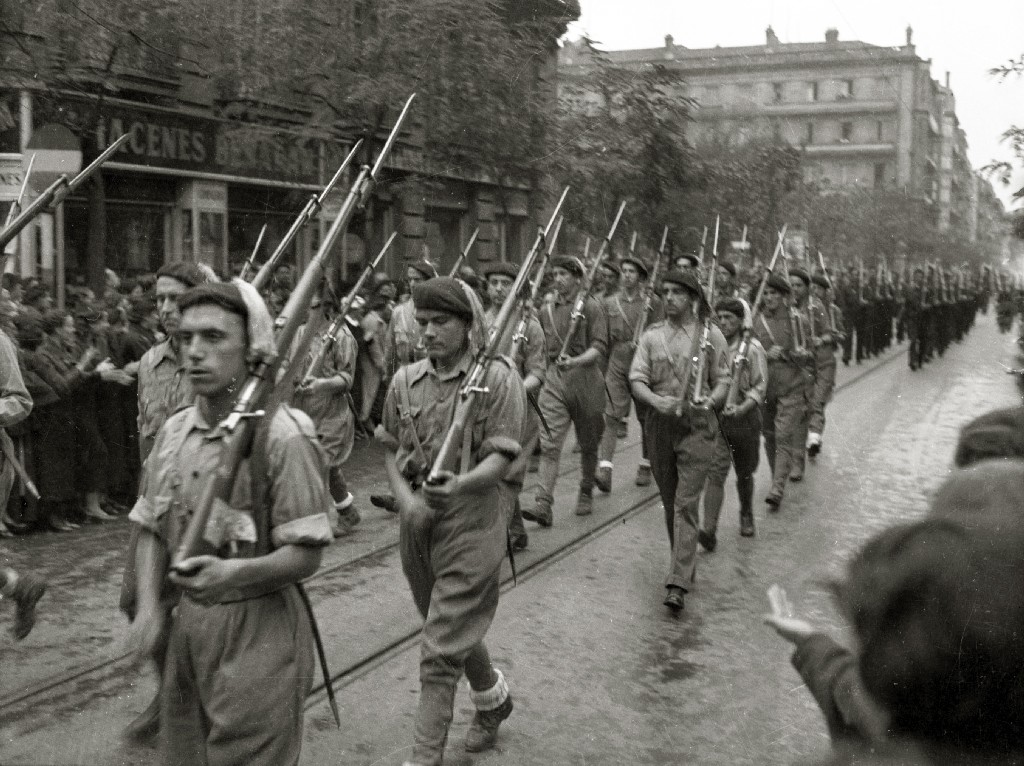
Requetés baschi e navarresi entrano a San Sebastián

Il 19 aprile 1937 il ramo politico del movimento fu "unificato" da Franco con la Falange Española nella Falange Tradicionalista Española de las JONS. Così anche i requeté, con i volontari falangisti, nella "Milicia Nacional" del Bando nacional, che conservarono però le bandiere e le insegne, al comando del generale José Monasterio, che mantenne i tercios.
I requeté raggiunsero così alla fine del 1938 i 60 000, ripartiti in 67 tercios
.
Fal Conde e il reggente del movimento Don Saverio di Borbone-Parma, insieme a buona parte dei capi falangisti protestarono duramente per questa unificazione voluta da Franco: dopo una riunione con Francisco Franco stesso, il principe Saverio fu espulso dalla Spagna e l'unificazione non fu ostacolata significativamente dalla base per le necessità della guerra.
Al termine, i requetés ebbero seimila morti in combattimento.

### Nel franchismo

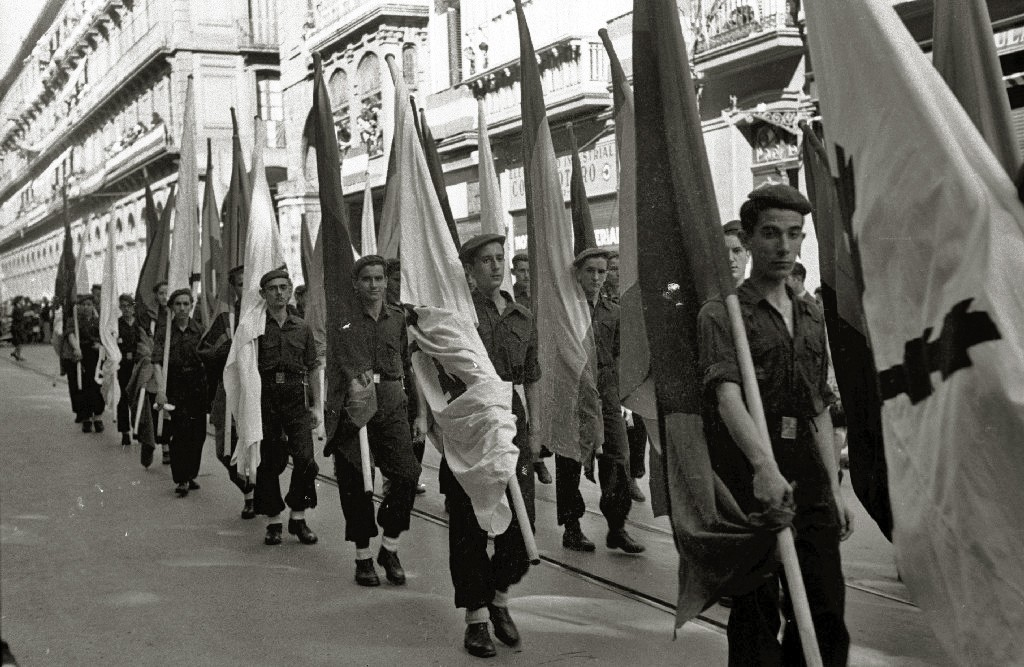
Sfilata di requeté nel 1942

Nel 1939 Franco nominò un suo esponente, il generale José Enrique Varela ministro dell'Esercito, fino al 1942, quando lo rimosse, approfittando di alcuni scontri tra falangisti e carlisti il 16 agosto di quell'anno, nel corso di una cerimonia religiosa carlista a Bilbao.
Nel luglio 1944 anche la Milicia Nacional fu dissolta.
Annualmente si svolgeva a Montejurra un grande raduno nazionale dei requetè per commemorare i caduti della guerra civile.